# Borolia fissifascia
Borolia fissifascia är en fjärilsart som beskrevs av George Francis Hampson 1907. Borolia fissifascia ingår i släktet Borolia och familjen nattflyn. Inga underarter finns listade i Catalogue of Life.